# Bonsai Kitten
Bonsai Kitten (bonsaikitten.com) war eine 2000 entstandene Website, die behauptete, sogenannte Bonsai-Katzen zu verkaufen. Der Betreiber der Seite gab vor, Kätzchen mehrere Monate in kleine Glasbehälter zu sperren, wodurch die Tiere die Form der Behälter annehmen.
Das FBI untersuchte den Fall wegen des Verdachts der Tierquälerei, fand jedoch keine Anhaltspunkte dafür, dass tatsächlich Tiere zu Schaden gekommen sind. Vielmehr handelt es sich um einen Scherz von Studenten des Massachusetts Institute of Technology (MIT).
Obwohl die Seite schon kurz nach Start als Hoax enttarnt wurde, kursieren noch immer viele E-Mails von Tierschützern, in denen sie gegen die Seite protestieren. Tierschützer befürchteten, dass jemand die Seite ernst nehmen könnte und dadurch auf die Idee kommt, selbst Bonsai-Katzen zu züchten.
Die Website wurde mit der Entscheidung Nr. 5096 vom 6.12.2001, bekanntgemacht im Bundesanzeiger Nr. 242 vom 29.12.2001, durch die Bundesprüfstelle für jugendgefährdende Schriften indiziert.